# Isaac Willaerts

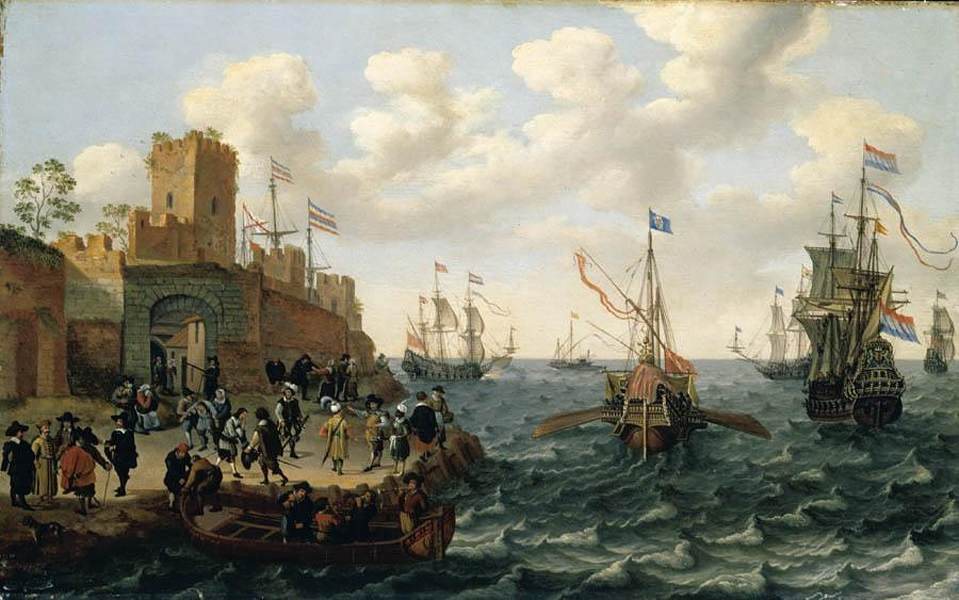
Paesaggio costiero (1662)

Isaac Willaerts (Utrecht, 1620 circa (tra il 1610 ed il 1630) – Utrecht, 24 giugno 1693) è stato un pittore olandese del secolo d'oro.

## Biografia
Figlio ed allievo di Adam Willaerts e fratello dei pittori Abraham e Cornelis, operò principalmente a Utrecht, dove era membro della Corporazione di San Luca, come maestro dal 1637 e come decano nel 1666. Fu, inoltre, tutore del pittore Justus Nieuwpoort, dopo la morte dei genitori.
Dipinse soprattutto paesaggi, in particolare invernali, marine, viste di spiagge e zone costiere. Il suo stile presenta notevoli somiglianze con quello del fratello Abraham, soprattutto nelle sue vedute di porti meridionali.
Collaborò con Jacob Gillig e con Willem Ormea, dipingendo i paesaggi marini di sfondo alle sue nature morte con pesci.

## Alcune opere
- Paesaggio costiero, olio su tavola, 46 × 73 cm, firmato e datato in basso a sinistra, 1662, Collezione privata
- Un porto sul Mare Adriatico, 69,21 × 100,33 cm[6]
- Un porto mediterraneo, 97,79 × 99,06 cm[6]